# Logan Ondrusek
Logan Ondrusek (* 13. Februar 1985 in Hallettsville, Texas) ist ein US-amerikanischer Major-League-Baseball-Spieler.
Seit 2010 ist er Pitcher bei den Cincinnati Reds.

## Karriere

### Minor League (2005–2009)
Ondrusek wurde im MLB Draft 2005 von den Reds in der 13. Runde ausgewählt. Er spielte anfangs zunächst in der Minor League bei den Billings Mustangs aus Montana. 2006 spielte er dann nach einer guten Entwicklung weiterhin bei den Billings Mustangs, sowie bei zwei weiteren Minor-League-Teams der Reds. Diese waren die Dayton Dragons und die Chattanooga Lookouts. Im Jahr 2007 spielte Ondrusek bei den Sarasota Reds und war 22-mal Starting Pitcher sowie 9-mal Relief Pitcher. Ein Jahr später kam er nicht nur für die Sarasota Reds zum Einsatz, sondern auch erstmals für die Louisville Bats. In 2009 absolvierte er daher für insgesamt drei Minor-League-Teams der Reds (Sarasota, Carolina und Louisville) einige Partien.

### Cincinnati Reds (2010–heute)
Im Dezember des Jahres 2009 wurde vom Management der Reds beschlossen ihn in den 40-Mann-Kader für die anstehende Saison zu berufen, damit er nicht von anderen MLB-Teams hätte aus der Minor League verpflichtet werden können. Am 5. April 2010 gab Ondrusek also sein Debüt für die Reds im Spiel gegen die St. Louis Cardinals und ließ als Pitcher im 8. Inning keinen gegnerischen Punkt zu. Doch an diese soliden ersten Leistungen konnte er so schnell nicht anknüpfen und hatte zwischenzeitlich einen ERA von über 10, weshalb er kurzzeitig wieder in die Minor League nach Louisville geschickt wurde. Dort spielte er nur kurz, da er bald darauf, aufgrund der vielen Verletzten, wieder in den Profikader stieß. Bei den Profis folgte eine enorme Leistungssteigerung und am 23. Juli 2010 gelang ihm im Spiel gegen die Houston Astros sein erster Win. In der National League Division Series gegen die Philadelphia Phillies kam er insgesamt zwei Innings lang als Pitcher zum Einsatz und ließ dabei keinen Run zu. In der nächsten Saison kam er weiterhin zu seinen Einsätzen, jedoch durfte er in den meisten Spielen nicht länger als ein Inning lang werfen. Zudem blieb den Reds ein erneuter Einzug in die Play-offs verwehrt, da sie in ihrer Division, der National League Central, nur dritter hinter den Milwaukee Brewers und den St. Louis Cardinals wurden.